# Louder Than Live
Louder Than Live é um home video pela banda norte-americana de rock alternativo Soundgarden, apresentando canções tocadas ao vivo no Whisky a Go Go em Los Angeles, Califórnia em 7 de dezembro e 10 de dezembro de 1989. Foi lançado em 22 de maio de 1990.

## Faixas
Filmagem de concerto:
1. "Get on the Snake"
2. "Gun"
3. "I Awake"
4. "Big Dumb Sex"
5. Medley: "Big Bottom"/"Earache My Eye"

Clipes de estúdio:
1. "Loud Love"
2. "Hands All Over"

## Créditos
- Chris Cornell – vocais, guitarra
- Kim Thayil – guitarra
- Matt Cameron – bateria
- Jason Everman – contrabaixo
- Kevin Kerslake – direção

## Posições nas paradas
| Parada (1990)       | Posição |
| ------------------- | ------- |
| US Top Music Videos | 15      |